# Конституційний суд Таїланду
Конституційний суд Королівства Таїланду (тай. ศาลรัฐธรรมนูญ) — тайський суд, створений відповідно до конституції 1997 року з юрисдикцією щодо конституційності парламентських актів , королівські укази, проекти законів, а також призначення та звільнення державних службовців і питання щодо політичних партій. Нинішній суд є частиною судової гілки національного уряду Таїланду.
Суд разом із конституцією 1997 року було розпущено та замінено Конституційним трибуналом у 2006 році після Державний переворот у Таїланді 2006 року. У той час як Конституційний суд мав 15 членів, сім з судових органів і вісім, обраних спеціальною колегією, Конституційний трибунал мав дев'ять членів, усі з судових органів. Подібний інститут, що складається з дев'яти членів, знову був заснований Конституція Таїланду 2007 року.
Рішення суду є остаточними та оскарженню не підлягають. Його рішення є обов’язковими для всіх державних органів, включаючи Національну асамблею, Раду Міністрів та інші суди.